# Japan i olympiska vinterspelen 2010

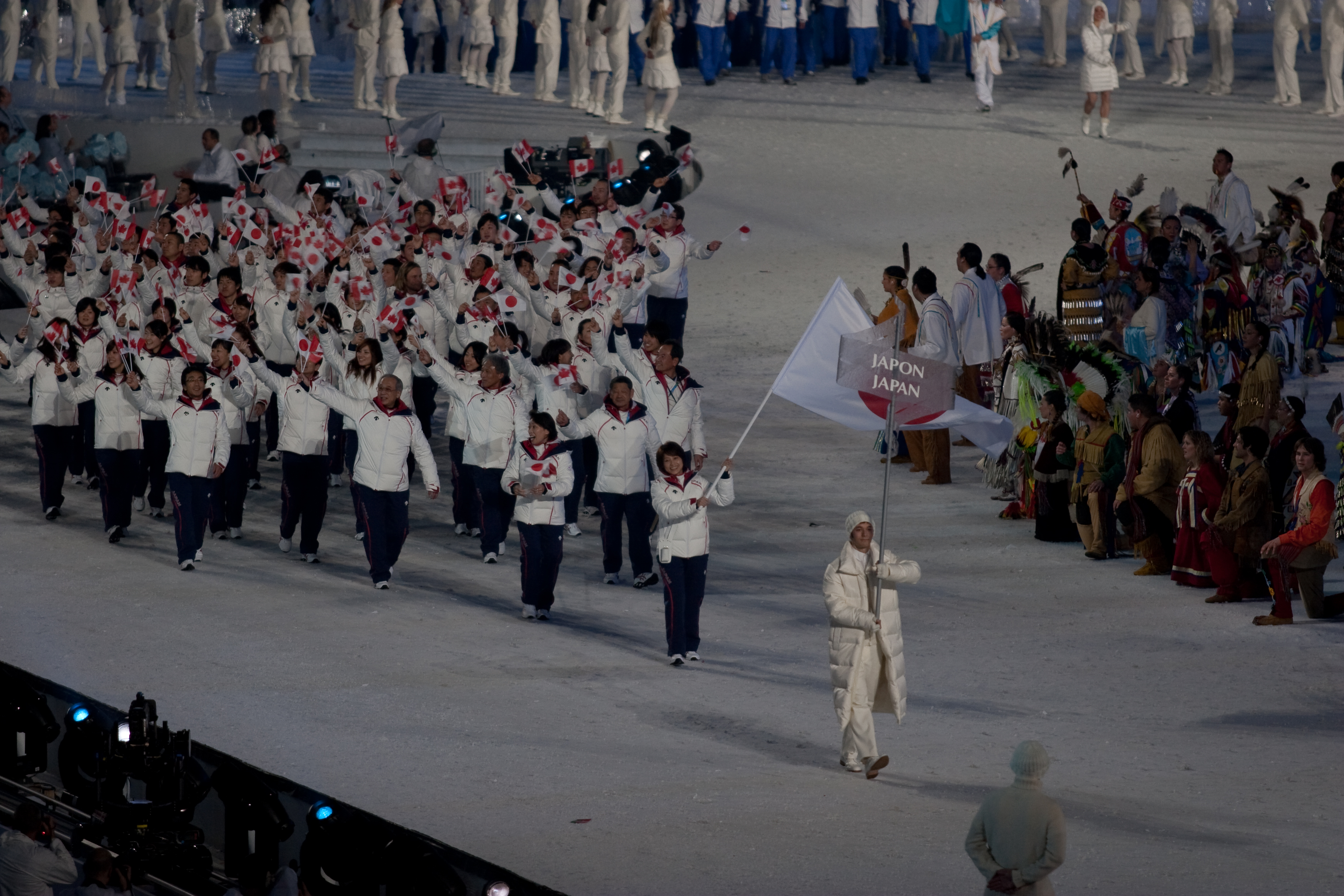
Japans delegation under öppningsceremonin.

Japan deltog vid de olympiska vinterspelen 2010 med 94 deltagare, som tävlade i alla sporter utom ishockey.

## Medaljer

### Silver
- Hastighetsåkning på skridskor
  - 500 m herrar: Keiichiro Nagashima
  - Lagtempo damer: Maki Tabata, Masako Hozumi, Nao Kodaira

- Konståkning
  - Soloåkning damer: Mao Asada

### Brons
- Hastighetsåkning på skridskor
  - 500 m herrar: Joji Kato

- Konståkning
  - Soloåkning herrar: Daisuke Takahashi